# Mauremys caspica
La tartaruga palustre del Caspio (Mauremys caspica Gmelin, 1774) è una specie di tartaruga della famiglia dei Geoemididi.

## Descrizione
Il carapace è molto appiattito e presenta una colorazione grigio-verdastra con disegni giallastri. Il piastrone è anch'esso giallastro con macchie scure. I maschi sono territoriali e aggressivi e possono infliggere gravi ferite ai rivali più deboli o ai maschi di altre specie. Ogni femmina depone 3-16 uova in una piccola buca scavata a breve distanza dall'acqua, che si schiudono dopo 95-101 giorni di incubazione. La specie ha un'alimentazione prevalentemente onnivora, anche se le piccole prede animali costituiscono gran parte della dieta.

## Distribuzione e habitat
La sua distribuzione comprende Arabia Saudita, Iran, Iraq, Kuwait, Russia (Dagestan), Georgia, Azerbaigian, Siria, Turchia e Turkmenistan. È una specie molto comune lungo i fiumi e nelle paludi costiere.

## Conservazione
Questa tartaruga viene importata, più o meno illegalmente, in diversi Paesi europei sia come animale d'affezione sia per scopi gastronomici.